# ズートピア (シリーズ)
『ズートピア』（英: Zootopia）は、ディズニーによるメディア・フランチャイズであり、2016年にウォルト・ディズニー・アニメーション・スタジオが制作したアメリカ合衆国のアニメーション映画『ズートピア』から始まった。このシリーズは、捕食者と被食者の擬人化された動物たちが共存する架空の都市「ズートピア」を舞台としている。一部の地域では『ズートロポリス』（英: Zootropolis）や『ズーマニア』（英: Zoomania）としても知られている。
本フランチャイズには、映画『ズートピア』（2016年）とその続編『ズートピア2』（2025年）、およびDisney+で配信されたテレビシリーズ『ズートピア+』（2022年）が含まれている。

## 映画
| タイトル    | 公開日         | 監督                                     | 脚本                                     | 原案 | プロデューサー       |
| ----------- | -------------- | ---------------------------------------- | ---------------------------------------- | --- | -------------------- |
| ズートピア  | 2016年3月4日   | リッチ・ムーア、バイロン・ハワード       | ジャレド・ブッシュ、フィル・ジョンストン | リッチ・ムーア、ジャレッド・ブッシュ、ジム・リードン、バイロン・ハワード、ジェニファー・リー、フィル・ジョンストン、ジョージー・トリニダード | クラーク・スペンサー |
| ズートピア2 | 2025年11月26日 | ジャレッド・ブッシュ、バイロン・ハワード | ジャレッド・ブッシュ                     | 未発表 | イヴェット・メリノ   |

### ズートピア（2016年）
『ズートピア』の制作は、監督のバイロン・ハワードがウォルト・ディズニー・アニメーション・スタジオのチーフ・クリエイティブ・オフィサーであり製作総指揮のジョン・ラセターに6つのストーリー案を提案したことから始まった。このうち3つは動物を主役にしたアイデアで、全て動物キャラクターによる『三銃士』の翻案、子どもを動物に変える「狂気の博士猫」を主人公とした1960年代風の物語、そして「宇宙で活動する賞金稼ぎのパグ」というものだった。この3案の共通点は、ハワードがディズニーの『ロビン・フッド』のように動物を擬人化した作品を作りたいという意向だったことである。ハワードによると、『ズートピア』は、動物が自然界や人間界ではなく、動物自身が設計した近代的な世界で生活するという彼のアイデアから生まれたという。このコンセプトはラセターに好評で、彼はハワードを「赤ちゃんシンバのように持ち上げて」喜びを示したとされる。
ラセターは、1960年代のテーマと動物キャラクター、特に宇宙パグを組み合わせてみるよう提案した。この結果、ハワードは北極ウサギの「ジャック・サヴェージ」を主人公とした国際スパイ映画『サヴェージ・シーズ』の開発を開始した。彼はジェームズ・ボンド風のキャラクターを中心に物語を構築した。この時期、脚本家のジャレド・ブッシュが制作に加わった。ブッシュは自身の父と祖父が中央情報局（CIA）に勤務していたことから、スパイ映画に特別な興味を抱いていたという。
ハワードとブッシュは、ディズニーのトップクリエイティブチーム「ディズニー・ストーリー・トラスト」と協力して映画を開発し続けた。スパイ映画の最初の幕が、動物たちによる都市を舞台としていたことが特に好評だったため、ハワードは1960年代の設定やスパイ要素を削除し、現代の警察ドラマ風の物語へと方向性を変えた。当初はニック・ワイルドが主人公で、ジュディ・ホップスがその相棒という形だったが、2014年11月、ニックではなくジュディを主人公にした方が物語がより魅力的になると判断された。この変更により、「ガーベル・ジャークス」と呼ばれるキャラクターを含むいくつかのキャラクターが削除された。
2013年5月、『ハリウッド・リポーター』がハワードが監督を務めることと、ジェイソン・ベイトマンがキャスティングされたことを報じたが、それ以外の情報は不明だった。同年8月10日、D23 Expoで『ズートピア』が正式発表され、2016年3月の公開が予定された。
映画のリサーチは、ディズニー・アニマル・キングダム、ケニア、サンディエゴ・ズー・サファリ・パークで行われ、アニメーターは8か月を費やして動物の歩き方や毛皮の色を研究した。毛皮をよりリアルに表現するため、ロサンゼルス自然史博物館で顕微鏡を使用して様々な光の下での毛皮の見え方を観察した。ズートピアの都市デザインは、ニューヨーク、サンフランシスコ、ラスベガス、パリ、上海、香港、ブラジリアなどの大都市から着想を得た。動物の大きさや気候の多様性を反映した都市設計を行うため、障害者法専門家や空調システム設計者にも相談した。また、多様なサイズの動物に適した車両デザインの助言を得るため、フォード・モーターの元最高クリエイティブ責任者であるJ・メイズにも協力を依頼した。
2015年3月には、『シュガー・ラッシュ』を監督したリッチ・ムーアが共同監督に加わり、『出張ヒーローZERO』の共同監督を務めたジャレッド・ブッシュが共同監督として発表された。

### ズートピア2（2025年）
2016年6月、バイロン・ハワードとリッチ・ムーアは『ズートピア』の続編の可能性について議論していた。その後、2023年2月8日、ディズニーのCEOボブ・アイガーが『ズートピア』の続編が制作中であることを発表した。同日、脚本家のジャレド・ブッシュが映画の制作に携わっていることを確認し、ジョシー・トリニダードが共同監督を務めることが発表された。
ジニファー・グッドウィンは『CinemaBlend』とのインタビューで、続編ではジュディとニックの役割が逆転することを希望していると述べ、「ニックがジュディに『世界は戦う価値がある』と納得させる役割を果たしてほしい」と語った。また、ジェイソン・ベイトマンも『CinemaBlend』で、「僕たち2人が力を合わせて街を掃除する新しい警官の姿を描くのはどうだろう。悪者たちは覚悟しておけ」と続編へのアイデアを語った。
2024年2月7日、アイガーは続編のタイトルが『ズートピア2』に正式決定し、2025年11月26日に公開予定であると発表した。4月15日には、グッドウィンが自身のInstagramでジュディのセリフの録音を開始したことを明かし、制作が進行中であることを確認した。2024年8月、ブッシュが続編の脚本および唯一の監督を務めることが判明し、イヴェット・メリノがプロデューサーを務めることも発表された。また、ディズニーのチーフ・クリエイティブ・オフィサーであるジェニファー・リーが製作総指揮を担当する。
2024年8月9日、『ズートピア2』には爬虫類が登場することが明らかにされ、キー・ホイ・クァンがニックとジュディに追われるヘビのキャラクター「ゲイリー」を演じることが発表された。同日に公開された映像には、ニックとジュディが「マシュ・マーケット」でゲイリーを捜索するシーンが含まれていた。翌日、ブッシュは自身のX（旧Twitter）アカウントで、フォーチュン・フィームスターがビーバーのキャラクター「ニブルズ」の声を担当することを明かした。

## テレビシリーズ

### 『ズートピア+』（2022年）
短編アンソロジーシリーズ『ズートピア+』は、オリジナル映画『ズートピア』（2016年）の物語の合間に展開される6つのストーリーを描いている。2020年12月10日、ウォルト・ディズニー・アニメーション・スタジオのチーフ・クリエイティブ・オフィサーであるジェニファー・リーは、2016年の映画『ズートピア』を基にしたスピンオフシリーズ『ズートピア+』がDisney+向けに制作中であることを発表した。
このシリーズは、映画でアニメーターを務めたトレント・コリーと、ヘッド・オブ・ストーリーを担当したジョシー・トリニダードが監督を務めている。シリーズのアイデアは2020年、コリーが行ったピッチプレゼンテーションの中で提案された3つの案の1つで、映画の世界やキャラクターをさらに掘り下げたいという彼の興味から生まれたものである。当初、トリニダードはシリーズのうち2エピソードのみを監督する予定だったが、このプロジェクトに対する情熱が評価され、コリーと共にシリーズ全体の共同監督に昇格した。
本シリーズの制作は新型コロナウイルス感染症の世界的流行の影響でリモートで行われ、プロデューサーのネイサン・カーティスによれば、これが制作プロセスを複雑化させたという。当初のコリーのピッチには10の物語が含まれていたが、全6話に絞られたため4つの物語が削除された。
シリーズはジェニファー・リーがエグゼクティブ・プロデューサーを務め、『ズートピア』および『ミラベルと魔法だらけの家』の共同監督であるバイロン・ハワードとジャレド・ブッシュもプロデューサーとして参加している。

## 舞台設定
『ズートピア』シリーズは、擬人化された哺乳類が住む架空の世界を舞台としている。

### ズートピア
ズートピアは現代的な都市であり、シリーズの主要な舞台である。この都市内には12の独自の生態系を持つ地区が存在し、以下のようなエリアが含まれている。
- ツンドラタウン (Tundratown)
- サハラスクエア (Sahara Square)
- レインフォレスト地区 (Rainforest District)
- サバンナ・セントラル (Savanna Central)
- リトル・ローデンシア (Little Rodentia)
- メドウランズ (Meadowlands)
- アウトバック・アイランド (Outback Island)
- カナル地区 (Canal District)

### バニーバロウ
バニーバロウは田舎の地域で、シリーズの主人公であるジュディ・ホップスの出生地である。

## 登場キャラクターとキャスト
- 空白のセルは、そのキャラクターが作品に登場しない、または公式に確認されていないことを示す。
- 「サイレントカメオ」は、キャラクターが映像内に登場しているものの、台詞や音声が一切ない形での出演を示す。
- 「デバイス上でのカメオ出演」は、は、キャラクターが画面上に登場するものの、その姿が他のキャラクターが使用している デバイス（機器）の中に表示される形で描かれるカメオ出演のことを示す。
- Aはアーカイブ映像または音声での登場を示す。
- Yはキャラクターの若い頃のバージョンを示す。

| キャラクター             | 長編映画                 | 長編映画                     | テレビシリーズ             |
| キャラクター             | ズートピア               | ズートピア2                  | ズートピア+                |
| キャラクター             | 2016年                   | 2025年                       | 2022年                     |
| ------------------------ | ------------------------ | ---------------------------- | -------------------------- |
| ジュディ・ホップス       | ジニファー・グッドウィン | ジニファー・グッドウィン     | ジニファー・グッドウィンA  |
| ジュディ・ホップス       | デラ・サバY              | ジニファー・グッドウィン     | ジニファー・グッドウィンA  |
| ジュディ・ホップス       | 上戸彩                   |                              | 上戸彩A                    |
| ジュディ・ホップス       | 稲葉菜月                 |                              | 上戸彩A                    |
| ニック・ワイルド         | ジェイソン・ベイトマン   | ジェイソン・ベイトマン       | ジェイソン・ベイトマンA    |
| ニック・ワイルド         | キャス・スーシーY        | ジェイソン・ベイトマン       | ジェイソン・ベイトマンA    |
| ニック・ワイルド         | 森川智之                 |                              | 森川智之A                  |
| ニック・ワイルド         | 長谷川斗輝Y              |                              | 森川智之A                  |
| ボゴ署長                 | イドリス・エルバ         |                              | イドリス・エルバ           |
| ボゴ署長                 | 三宅健太                 |                              | 三宅健太                   |
| クロウハウザー           | ネイト・トレンス         |                              | ネイト・トレンス           |
| クロウハウザー           | 高橋茂雄（サバンナ）     |                              | 高橋茂雄（サバンナ）       |
| ドーン・ベルウェザー     | ジェニー・スレイト       |                              |                            |
| ドーン・ベルウェザー     | 竹内順子                 |                              |                            |
| ライオンハート市長       | J・K・シモンズ           |                              |                            |
| ライオンハート市長       | 玄田哲章                 |                              |                            |
| スチュー・ホップス       | ドン・レイク             |                              | ドン・レイク               |
| スチュー・ホップス       | 大川透                   |                              | 大川透                     |
| ボニー・ホップス         | ボニー・ハント           |                              | ボニー・ハント             |
| ボニー・ホップス         | 佐々木優子               |                              | 佐々木優子                 |
| ギデオン・グレイ         | フィル・ジョンストン     |                              | サイレントカメオ           |
| ギデオン・グレイ         | 武田幸史                 |                              | サイレントカメオ           |
| ガゼル                   | シャキーラ               | シャキーラ                   | シャキーラ                 |
| ガゼル                   | Dream Ami                |                              |                            |
| フィニック               | タイニー・リスター・Jr.  |                              | サイレントカメオ           |
| フィニック               | 白熊寛嗣                 |                              | サイレントカメオ           |
| ジェリー・ジャンボーJr.  | ジョン・ディマジオ       |                              |                            |
| ジェリー・ジャンボーJr.  | 遠藤純一                 |                              |                            |
| デューク・ウィーゼルトン | アラン・テュディック     |                              | アラン・テュディック       |
| デューク・ウィーゼルトン | 多田野曜平               |                              | 多田野曜平                 |
| オッタートン夫人         | オクタヴィア・スペンサー |                              | デバイス上でのカメオ出演   |
| オッタートン夫人         | 根本圭子                 |                              | デバイス上でのカメオ出演   |
| ヤックス                 | トミー・チョン           |                              | ジョン・ラヴェル           |
| ヤックス                 | 丸山壮史                 |                              | 丸山壮史                   |
| ナンギ                   | ギータ・レディ           |                              |                            |
| ナンギ                   | 込山順子                 |                              |                            |
| フラッシュ               | レイモンド・パーシ       |                              | レイモンド・パーシ         |
| フラッシュ               | 村治学                   |                              | 村治学                     |
| プリシラ                 | クリステン・ベル         |                              | クリステン・ベル           |
| プリシラ                 | 近藤唯                   |                              | 近藤唯                     |
| Mr.ビッグ                | モーリス・ラマーシュ     |                              | モーリス・ラマーシュ       |
| Mr.ビッグ                | 山路和弘                 |                              | 山路和弘                   |
| フルー・フルー           | リー・レイサム           |                              | リー・レイサム             |
| フルー・フルー           | 近藤唯                   |                              | 近藤唯                     |
| マンチャス               | ジェシー・コーティ       |                              |                            |
| マンチャス               | 河本邦弘                 |                              |                            |
| マッジ・ハニー・バジャー | ケイティ・ロウズ         |                              |                            |
| マッジ・ハニー・バジャー | 槇原千夏                 |                              |                            |
| ダグ                     | リッチ・ムーア           |                              |                            |
| ダグ                     | 岩城泰司                 |                              |                            |
| ゲイリー                 |                          | キー・ホイ・クァン           |                            |
| ゲイリー                 |                          |                              |                            |
| ニブルス                 |                          | フォーチュン・フィームスター |                            |
| ニブルス                 |                          |                              |                            |
| モリー・ホップス         |                          |                              | ケイティ・ロウズ           |
| ブリアンカ               |                          |                              | ケイティ・ロウズ           |
| マンディ                 |                          |                              | ケイティ・ロウズ           |
| クリスティーン           |                          |                              | ポルシャ・ウィリアムズ     |
| カリスマ                 |                          |                              | クリスタル・カン・ミンコフ |
| トゥルー・トゥルー       |                          |                              | ミシェル・ブトー           |
| サム                     |                          |                              | シャーロット・ニクダオ     |

## 制作スタッフおよび制作詳細
| 職務           | 映画                                                                              | 映画                                                                              | テレビシリーズ                                                                                     |
| 職務           | ズートピア                                                                        | ズートピア2                                                                       | ズートピア+                                                                                        |
| -------------- | --------------------------------------------------------------------------------- | --------------------------------------------------------------------------------- | -------------------------------------------------------------------------------------------------- |
| 監督           | リッチ・ムーア バイロン・ハワード                                                 | リッチ・ムーア バイロン・ハワード                                                 | トレント・コーリー ジョージー・トリニダード                                                        |
| 脚本           | ジャレッド・ブッシュ フィル・ジョンストン                                         | ジャレッド・ブッシュ                                                              | トレント・コーリー ジョージー・トリニダード マイケル・エレラ                                       |
| プロデューサー | クラーク・スペンサー                                                              | イヴェット・メリノ                                                                | ネイサン・カーティス                                                                               |
| 製作総指揮     | ジョン・ラセター                                                                  | ジェニファー・リー                                                                | ジェニファー・リー ジャレド・ブッシュ バイロン・ハワード                                           |
| 作曲           | マイケル・ジアッチーノ                                                            | 未発表                                                                            | カーティス・グリーン ミック・ジアッチーノ マイケル・ジアッチーノ（「デューク：ザ・ミュージカル」） |
| 撮影           | ブライアン・レンチ ネイサン・ワーナー                                             | 未発表                                                                            | ジョアキン・ボールドウィン ジーナ・ウォール・ロウズ                                                |
| 編集           | ジェレミー・ミルトン ファビエンヌ・ローリー                                       | 未発表                                                                            | ジェフ・ドラハイム シャノン・スタイン                                                              |
| 製作会社       | ウォルト・ディズニー・ピクチャーズ ウォルト・ディズニー・アニメーション・スタジオ | ウォルト・ディズニー・ピクチャーズ ウォルト・ディズニー・アニメーション・スタジオ | ウォルト・ディズニー・アニメーション・スタジオ                                                     |
| 上映時間       | 1時間48分                                                                         | 未発表                                                                            | 各7分（全6エピソード）                                                                             |

## 評価

### 興行成績
| 映画       | 公開日       | 興行収入       | 興行収入     | 興行収入         | 興行収入       | ランク   | ランク     | 製作費（百万ドル） | 脚注   |
| 映画       | 公開日       | 初週末（北米） | 北米累計     | その他の地域累計 | 全世界累計     | 北米歴代 | 全世界歴代 | 製作費（百万ドル） | 脚注   |
| ---------- | ------------ | -------------- | ------------ | ---------------- | -------------- | -------- | ---------- | ------------------ | ------ |
| ズートピア | 2016年3月4日 | $75,063,401    | $341,268,248 | $684,253,441     | $1,025,521,689 | 21位     | 49位       | $150               | [ 38 ] |
| 合計       | 合計         | $75,063,401    | $341,268,248 | $684,253,441     | $1,025,521,689 |          |            | $150               |        |

### 評価
| タイトル   | 批評家評価             | 批評家評価           | 観客評価    |
| ---------- | ---------------------- | -------------------- | ----------- |
| タイトル   | Rotten Tomatoes        | Metacritic           | CinemaScore |
| ズートピア | 98%（298件のレビュー） | 78（43件のレビュー） | A           |

### 受賞歴
| 賞                             | 部門                               | 『ズートピア』 |
| ------------------------------ | ---------------------------------- | -------------- |
| アカデミー賞                   | 長編アニメ映画賞                   | 受賞           |
| アニー賞                       | 長編作品賞                         | 受賞           |
| キッズ・チョイス・アワード     | フェイバリットアニメーション映画賞 | ノミネート     |
| ピープルズ・チョイス・アワード | フェイバリットムービー             | ノミネート     |

本作は、アメリカン・フィルム・インスティチュート（AFI） により「2016年のトップ10映画」の1つに選ばれた。また、アカデミー賞、ゴールデングローブ賞、クリティクス・チョイス・ムービー・アワード、アニー賞で長編アニメ映画賞を受賞した。一方で、英国アカデミー賞（BAFTA）のアニメ映画賞にノミネートされたものの、『KUBO/クボ 二本の弦の秘密』に敗れた。

## 音楽

### サウンドトラック
| タイトル                                | 発売日       | 発売日         | 長さ  | 作曲者                 | レーベル                       | レーベル                 |
| タイトル                                | アメリカ     | 日本           | 長さ  | 作曲者                 | アメリカ                       | 日本                     |
| --------------------------------------- | ------------ | -------------- | ----- | ---------------------- | ------------------------------ | ------------------------ |
| ズートピア オリジナル・サウンドトラック | 2016年3月4日 | 2018年11月14日 | 62:34 | マイケル・ジアッチーノ | ウォルト・ディズニー・レコード | ユニバーサルミュージック |

### シングル
| タイトル             | 発売日        | 発売日        | 長さ     | 長さ | アーティスト | アーティスト | 映画タイトル |
| タイトル             | アメリカ      | 日本          | アメリカ | 日本 | アメリカ     | 日本         | 映画タイトル |
| -------------------- | ------------- | ------------- | -------- | ---- | ------------ | ------------ | ------------ |
| トライ・エヴリシング | 2016年2月23日 | 2016年4月20日 | 3:22     | 3:18 | シャキーラ   | Dream Ami    | ズートピア   |

## ビデオゲーム
ジュディ・ホップスとニック・ワイルドは、プレイヤーキャラクターとして『ディズニー インフィニティ3.0』に登場した。他の『ディズニー インフィニティ』シリーズのキャラクターと同様に、ゲームと連動するフィギュアが発売された。
2016年には、隠しオブジェクトゲーム『ズートピア事件簿:紛失ファイル』がリリースされた。このゲームでは、ジュディとニックが登場し、パズルゲームを通じて犯罪を解決するスキルが求められる。しかし、このゲームは後にサービスが終了した。
ワールドビルディングゲーム『ディズニー マジックキングダムズ』では、ジュディ・ホップス、ニック・ワイルド、署長ボゴ、フラッシュがプレイ可能キャラクターとして登場する。
また、『ディズニー・ヒーローズ:バトルモード』にもジュディとニックがプレイヤーキャラクターとして登場している。
2018年にはレースゲーム『ズートピア:レーシング・カーニバル』がリリースされた。このゲームでは、映画のキャラクターたちが自身の車を使ってレースに参加できる。しかし、このゲームも後にサービスが終了した。
さらに、ジュディ・ホップスはビデオゲーム『Disney ミラー・ウォリアーズ』にプレイヤーキャラクターとして登場する。

## アトラクション
上海ディズニーリゾートは、ウォルト・ディズニー・カンパニーの100周年記念の一環として、2023年12月20日に上海ディズニーランド内に『ズートピア』をテーマにしたエリアをオープンした。このエリアの唯一のアトラクションは、トラックレス・ダークライドの「ズートピア:ホット・パースート」である。

## コミックブック
ダイナマイト・エンターテインメントは、2025年1月より『ズートピア』を題材としたコミックブックの制作を開始することを発表した。

## その他のメディア
ジュディ・ホップスとニック・ワイルドは、2018年の映画『シュガー・ラッシュ:オンライン』にカメオ出演している。
また、『ズートピア』の複数のキャラクターが、2023年の短編映画『ワンス・アポン・ア・スタジオ -100年の思い出-』にカメオ出演している。
さらに、ジュディ・ホップスとニック・ワイルドは、2023年の映画『ウィッシュ』のエンドクレジットにもカメオ出演している。